# Różowa Pantera (film 1963)
Różowa Pantera – amerykański film z 1963 roku wyreżyserowany przez Blake’a Edwardsa. Film był pierwszym z cyklu „Różowa Pantera” firmy DePatie-Freleng Enterprises.
Animowane czołówka oraz zakończenie filmu stały się podstawą realizowanej w latach 60 i 70 przez wytwórnię United Artists serii filmów animowanych o Różowej Panterze.

## Fabuła
Gapowaty inspektor Jacques Clouseau (Peter Sellers) dostaje zlecenie pilnowania niezwykle cennego diamentu „Różowej Pantery”. Diament ten ma skazę – rysę, która wyglądem przypomina skaczącą panterę, stąd jego nazwa. Przeciwnikiem inspektora jest dżentelmen-włamywacz sir Charles Lytton (David Niven), który ma ochotę ukraść cenny klejnot.

## Obsada
- Peter Sellers – Inspektor Jacques Clouseau
- Capucine – Simone Clouseau
- David Niven – Sir Charles Lytton
- Robert Wagner – George Lytton
- Claudia Cardinale – Princess Dala
- Brenda de Banzie – Angela Dunning
- Fran Jeffries – Greek „Cousin”
- Colin Gordon – Tucker
- John Le Mesurier – Defense Attorney

## Nagrody i nominacje (wybrane)
Oscary za rok 1964
- Najlepsza muzyka głównie oryginalna – Henry Mancini (nominacja)

Złote Globy 1964
- Najlepszy aktor w komedii/musicalu – Peter Sellers (nominacja)

Nagrody BAFTA 1964
- Najlepszy aktor brytyjski – Peter Sellers (nominacja)